# Riccardo Battocchio
Riccardo Battocchio (ur. 14 sierpnia 1962 w Bassano del Grappa) – włoski duchowny katolicki, biskup Vittorio Veneto od 2025. 

## Życiorys
Święcenia kapłańskie otrzymał 7 czerwca 1987 i został inkardynowany do diecezji Padwy. 
24 lutego 2025 papież Franciszek mianował go ordynariuszem diecezji diecezji Vittorio Veneto. Sakry udzielił mu 25 maja 2025 patriarcha Wenecji, Francesco Moraglia.  